# ビル・コスビーのそれ行けレオナルド
『ビル・コスビーのそれ行けレオナルド』（原題: Leonard Part 6）は、ビル・コスビー製作、脚本、主演による1987年のアメリカ映画である。
日本では劇場公開されず、ビデオスルーとなった。

## キャスト
- ビル・コスビー
- トム・コートネイ
- ジョー・ドン・ベイカー
- ジェーン・フォンダ
- モーゼス・ガン
- パット・コルバート
- グロリア・フォスター
- ヴィクトリア・ローウェル
- ジョン・ホステッター
- アンナ・レヴィン

## 評価
本作は批評家には酷評されており、また、1987年の公開時にビル・コスビーはその出来に非常に失望しており、観客たちにこの映画に金を使わないようにと公言していた。また、興行的にも失敗した。

### 受賞とノミネート
| 年   | 賞                     | 部門                 | 対象者                                 | 結果       |
| ---- | ---------------------- | -------------------- | -------------------------------------- | ---------- |
| 1987 | ゴールデンラズベリー賞 | 最低作品賞           | ビル・コスビー                         | 受賞       |
| 1987 | ゴールデンラズベリー賞 | 最低主演男優賞       | ビル・コスビー                         | 受賞       |
| 1987 | ゴールデンラズベリー賞 | 最低監督賞           | ポール・ウェイランド                   | ノミネート |
| 1987 | ゴールデンラズベリー賞 | 最低助演女優賞       | グロリア・フォスター                   | ノミネート |
| 1987 | ゴールデンラズベリー賞 | 最低脚本賞           | ビル・コスビー、ジョナサン・レイノルズ | 受賞       |
| 2004 | ゴールデンラズベリー賞 | 25周年最低コメディ賞 |                                        | ノミネート |

1987年のゴールデンラズベリー賞で3部門を受賞したビル・コスビーは、授賞式にこそ出席しなかったものの、後にテレビ番組 The Late Show にてトロフィーを受け取っており、同賞のトロフィーを手にした史上初の人物となった。